# Мартин Дам
Мартин Дам (на английски: Martin Damm) е чешки тенисист.

## Биография
Мартин Дам е роден на 1 август 1972 г. в Либерец, Чехословакия.
Дам и съпругата му Михаела имат двама сина (Максмилиан Мартин; роден на 1 февруари 2002 г.) и Мартин младши (роден на 30 септември 2003 г.), и една дъщеря (Лаура Мишел Дам; родена на 3 декември 2007 г.), всички родени в Брадентън, Флорида.

## Кариера
Мартин Дам е известен като играч на двойки. Най-високото му класиране на двойки е номер 5 в света, през април 2007 г. Най-високото му класиране на сингъл е номер 42, през август 1997 г. Печели общо 40 титли на двойки, включително една титла от Големия шлем. Достига до пет финала на сингъл.
В края на сезон 2010, Мартин  Дамсе оттегля от активна кариера и става треньор.

## Кариерна статистика

### ATP финали на сингъл (0 титли; 5 финала)
|        | П–З | Година | Турнир               | Клас           | Настилка  | Опонент         | Резултат      |
| ------ | --- | ------ | -------------------- | -------------- | --------- | --------------- | ------------- |
| Загуба | 0–1 | 1996   | Южна Корея Оупън     | Световни серии | Твърда    | Байрън Блек     | 6-7(3–7), 3-6 |
| Загуба | 0–2 | 1996   | Кънектикът Оупън     | Световни серии | Твърда    | Андрей Медведев | 5-7, 3-6      |
| Загуба | 0–3 | 1996   | Чайна Оупън          | Световни серии | Килим (з) | Грег Руседски   | 6-7(5–7), 4-6 |
| Загуба | 0–4 | 1997   | Копенхаген Оупън     | Световни серии | Килим (з) | Томас Йохансон  | 4-6, 6-3, 2-6 |
| Загуба | 0–5 | 1998   | Росмален Чемпиъншипс | Световни серии | Трева     | Патрик Рафтър   | 6-7(2–7), 2-6 |